# A Real Madrid CF 2005–2006-os szezonja
A Real Madrid CF 2005–2006-os szezonja a csapat 102. idénye volt fennállása óta, sorozatban a 75. a spanyol első osztályban.

## Mezek
Gyártó: Adidas/
mezszponzor: Siemens
| Hazai |  | Vendék |  | Harmadik |

## Átigazolások

### Érkezők
| Mezszám | Poz. | Nemzet  | Név             | Kor | EU          | Honnan       | Szerződés megnevezése | Átigazolási időszak | Szerződés vége | Átigazolás összege | Forrás |
| ------- | ---- | ------- | --------------- | --- | ----------- | ------------ | --------------------- | ------------------- | -------------- | ------------------ | ------ |
| 4       | V    | spanyol | Sergio Ramos    | 19  | EU          | Sevilla      | átigazolás            | nyár                | 2009           | 27M €              |        |
| 10      | CS   | brazil  | Robinho         | 21  | EU-n kívüli | Santos       | átigazolás            | nyár                | 2008           | 25M €              |        |
| 8       | CS   | BRA     | Júlio Baptista  | 23  | EU-n kívüli | Sevilla      | átigazolás            | nyár                | 2010           | 20M €              |        |
| 11      | V    | BRA     | Cicinho         | 25  | EU          | São Paulo    | átigazolás            | tél                 | 2007           | 8M €               |        |
| 21      | V    | uruguay | River Plate     | 21  | EU-n kívül  | Boca Juniors | átigazolás            | nyár                | 2007           | 6M €               |        |
| 19      | CS   | olasz   | Antonio Cassano | 22  | EU          | Roma         | átigazolás            | tél                 | 2008           | 5,5M €             |        |
| 12      | KP   | uruguay | Pablo García    | 28  | EU          | Osasuna      | átigazolás            | nyár                | 2008           | 4,5M €             |        |

Összes kiadás: 96M €

### Távozók
| Mezszám | Poszt | Nemzet   | Név             | Kor | EU          | Hová             | Szerződés megnevezés | Ár     |
| ------- | ----- | -------- | --------------- | --- | ----------- | ---------------- | -------------------- | ------ |
| 19      | V     | argentin | Walter Samuel   | 27  | EU-n kívüli | Internazionale   | átigazolás           | 16M €  |
| 21      | KP    | argentin | Santiago Solari | 28  | EU          | Internazionale   | átigazolás           | 3M €   |
| 10      | KP    | portugál | Luís Figo       | 32  | EU          | Internazionale   | átigazolás           | ingyen |
| 11      | KP    | angol    | Michael Owen    | 25  | EU          | Newcastle United | átigazolás           | 16M €  |

Összes bevétel:  35M €

## La Liga
Győzelem
      Döntetlen
      Vereség
| Forduló | Ellenfél               | H/V | Eredmény |
| ------- | ---------------------- | --- | -------- |
| 1       | Cádiz                  | V   | 1–2      |
| 2       | Celta Vigo             | H   | 2–3      |
| 3       | Espanyol               | V   | 1–0      |
| 4       | Athletic Bilbao        | H   | 3–1      |
| 5       | Alavés                 | V   | 0–3      |
| 6       | Mallorca               | H   | 4–0      |
| 7       | Atlético Madrid        | V   | 0–3      |
| 8       | Valencia               | V   | 1–2      |
| 9       | Betis                  | V   | 0–2      |
| 10      | Zaragoza               | H   | 1–0      |
| 11      | Deportivo de La Coruña | V   | 3–1      |
| 12      | Barcelona              | H   | 0–3      |
| 13      | Sociedad               | V   | 2–2      |
| 14      | Getafe                 | H   | 1–0      |
| 15      | Málaga                 | V   | 0–2      |
| 16      | Osasuna                | H   | 1–1      |
| 17      | Racing Santander       | H   | 1–2      |
| 18      | Villarreal             | V   | 0–0      |
| 19      | Sevilla                | H   | 4–2      |

| Forduló | Ellenfél               | H/V | Eredmény |
| ------- | ---------------------- | --- | -------- |
| Cádiz   | H                      | 3–1 |          |
| 21      | Celta Vigo             | V   | 1–2      |
| 22      | Espanyol               | H   | 4–0      |
| 23      | Athletic Bilbao        | V   | 0–2      |
| 24      | Alavés                 | H   | 3–0      |
| 25      | Mallorca               | V   | 2–1      |
| 26      | Atlético Madrid        | H   | 2–1      |
| 27      | Valencia               | V   | 0–0      |
| 28      | Betis                  | H   | 0–0      |
| 29      | Zaragoza               | V   | 1–1      |
| 30      | Deportivo de La Coruña | H   | 4–0      |
| 31      | Barcelona              | V   | 1–1      |
| 32      | Sociedad               | H   | 1–1      |
| 33      | Getafe                 | V   | 1–1      |
| 34      | Málaga                 | H   | 2–1      |
| 35      | Osasuna                | V   | 0–1      |
| 36      | Racing Santander       | V   | 2–3      |
| 37      | Villarreal             | H   | 3–3      |
| 38      | Sevilla                | V   | 4–3      |

## Spanyol Kupa

### Első mérkőzés
| 2006. február 8. 21:00 |

| Zaragoza                                    | 6 – 1       | Real Madrid  |
| ------------------------------------------- | ----------- | ------------ |
| Milito 14'• 21'• 34'• 56' Ewerthon 59'* 82' | Jegyzőkönyv | Baptista 37' |

| La Romareda, Zaragoza Nézőszám: 32,000 Játékvezető: Alfonso Pérez Burrull |

### Második mérkőzés
| 2006. február 14. 21:00 |

| Real Madrid                                                   | 4 – 0              | Zaragoza |
| ------------------------------------------------------------- | ------------------ | -------- |
| Cicinho 1' Robinho 5' Ronaldo 10' Roberto Carlos da Silva 60' | Report Jegyzőkönyv |          |

| Santiago Bernabéu, Madrid Nézőszám: 75,000 Játékvezető: Bernardino González Vázquez |

## Bajnokok ligája

### 1. mérkőzések
Az időpontok közép-európai idő/közép-európai nyári idő szerint értendők.
| 2006. február 21. 20:45 |

| Real Madrid | 0–1               | Arsenal   |
| ----------- | ----------------- | --------- |
|             | (0–0) Jegyzőkönyv | Henry 47' |

| Santiago Bernabéu Stadion, Madrid Nézőszám: 70 000 Játékvezető: Stefano Farina (olasz) |

### 2. mérkőzések
| 2006. március 8. 20:45 |

| Arsenal | 0–0         | Real Madrid |
| ------- | ----------- | ----------- |
|         | Jegyzőkönyv |             |

| Highbury, London Nézőszám: 35 500 Játékvezető: Ľuboš Micheľ (szlovák) |

## Végeredmény
| #  | Csapat                    | M  | Gy | D  | V  | RG | KG | GK  | P  |
| -- | ------------------------- | -- | -- | -- | -- | -- | -- | --- | -- |
| 1  | FC Barcelona              | 38 | 25 | 7  | 6  | 80 | 35 | +45 | 82 |
| 2  | Real Madrid CF            | 38 | 20 | 10 | 8  | 70 | 40 | +30 | 70 |
| 3  | Valencia CF               | 38 | 19 | 12 | 7  | 58 | 33 | +25 | 69 |
| 4  | CA Osasuna 1              | 38 | 21 | 5  | 12 | 49 | 43 | +6  | 68 |
| 5  | Sevilla FC 1              | 38 | 20 | 8  | 10 | 54 | 39 | +15 | 68 |
| 6  | RC Celta de Vigo          | 38 | 20 | 4  | 14 | 45 | 33 | +12 | 64 |
| 7  | Villarreal CF             | 38 | 14 | 15 | 9  | 50 | 39 | +11 | 57 |
| 8  | RC Deportivo de La Coruña | 38 | 15 | 10 | 13 | 47 | 45 | +2  | 55 |
| 9  | Getafe CF                 | 38 | 15 | 9  | 14 | 54 | 49 | +5  | 54 |
| 10 | Atlético de Madrid        | 38 | 13 | 13 | 12 | 45 | 37 | +8  | 52 |
| 11 | Real Zaragoza             | 38 | 10 | 16 | 12 | 46 | 51 | -5  | 46 |
| 12 | Athletic Club             | 38 | 11 | 12 | 15 | 40 | 46 | -6  | 45 |
| 13 | RCD Mallorca              | 38 | 10 | 13 | 15 | 37 | 51 | -14 | 43 |
| 14 | Real Betis Balompié       | 38 | 10 | 12 | 16 | 34 | 51 | -17 | 42 |
| 15 | RCD Espanyol              | 38 | 10 | 11 | 17 | 36 | 56 | -20 | 41 |
| 16 | Real Sociedad 2           | 38 | 11 | 7  | 20 | 48 | 65 | -17 | 40 |
| 17 | Racing de Santander 2     | 38 | 9  | 13 | 16 | 36 | 49 | -13 | 40 |
| 18 | Deportivo Alavés          | 38 | 9  | 12 | 17 | 35 | 54 | -19 | 39 |
| 19 | Cádiz CF                  | 38 | 8  | 12 | 18 | 36 | 52 | -16 | 36 |
| 20 | Málaga CF                 | 38 | 5  | 9  | 24 | 36 | 68 | -32 | 24 |

1Az Osasuna és a Sevilla között az egymás elleni eredmény döntött, mindkét meccset az Osasuna nyerte:
Osasuna 1 - 0 Sevilla
Sevilla 0 - 1 Osasuna
2A Real Sociedad és a Racing Santander között ugyancsak az egymás ellen elért eredmények döntöttek. Ezeken a Real Sociedad 4, míg a Racing 1 pontot szerzett:
Real Sociedad 1 - 0 Racing de Santander
Racing de Santander 2 - 2 Real Sociedad
|  | Bajnokok Ligája csoportkör     |
|  | Bajnokok Ligája 3.selejtezőkör |
|  | UEFA-kupa első kör             |
|  | Intertotó-kupa                 |
|  | Kiesett                        |

## Játékos keret
| #  |     | Poszt | Név             |
| -- | --- | ----- | --------------- |
| 1  | ESP | K     | Iker Casillas   |
| 2  | ESP | V     | Michel Salgado  |
| 3  | BRA | V     | Roberto Carlos  |
| 4  | ESP | V     | Sergio Ramos    |
| 5  | FRA | KP    | Zinedine Zidane |
| 6  | ESP | V     | Iván Helguera   |
| 7  | ESP | CS    | Raúl (C)        |
| 8  | BRA | CS    | Júlio Baptista  |
| 9  | BRA | CS    | Ronaldo         |
| 10 | BRA | CS    | Robinho         |
| 11 | BRA | V     | Cicinho         |
| 12 | URU | KP    | Pablo García    |

| #  |     | Poszt | Név               |
| -- | --- | ----- | ----------------- |
| 13 | ESP | K     | Diego López       |
| 14 | ESP | KP    | Guti              |
| 15 | ESP | V     | Raúl Bravo        |
| 16 | DEN | KP    | Thomas Gravesen   |
| 17 | ESP | CS    | Roberto Soldado   |
| 18 | ENG | V     | Jonathan Woodgate |
| 19 | ITA | CS    | Antonio Cassano   |
| 20 | ESP | V     | Óscar Miñambres   |
| 21 | URU | V     | Carlos Diogo      |
| 22 | ESP | V     | Francisco Pavón   |
| 23 | ENG | KP    | David Beckham     |
| 24 | ESP | V     | Álvaro Mejía      |